# اتحاد کواتسو
اتحاد کواتسو (به ژاپنی: 甲越同盟) اتحادی بود که در سال ۱۵۷۹ میلادی بین دایمیوی ولایت کای، تاکدا کاتسویوری و دایمیوی ولایت اچیگو، اوئه‌سوگی کاگه‌کاتسو، در ژاپن، بسته شد. این اتحاد همچنین به عنوان یک اتحاد نظامی تا سه سال بعد (۱۵۸۲) و شکست خاندان تاکدا در نبرد تنموکوزان در برابر نیروهای مشترک اودا نوبوناگا و توکوگاوا ایه‌یاسو برقرار بود. این اتحاد همچنین بر خاندان هوجوی اخیر در ولایت ساگامی نیز تأثیر داشت.